# Pargnan
 Pargnan  es una población y comuna francesa, en la región de Picardía, departamento de Aisne, en el distrito de Laon y cantón de Craonne.

## Demografía
| 88 | 57 | 45 | 47 | 35 | 39 |
| Para los censos de 1962 a 1999 la población legal corresponde a la población sin duplicidades (Fuente: INSEE [Consultar]) |    |    |    |    |    |